# Mosteiro de São Bento (Rio de Janeiro)
O Mosteiro de São Bento do Rio de Janeiro é um histórico mosteiro localizado no Morro de São Bento, no Centro da cidade do Rio de Janeiro, no Brasil. É um dos principais monumentos de arte colonial da cidade e do país. 

## História
As obras do Mosteiro de São Bento foram iniciadas em 1633 com base em um projeto de 1617, e importantes modificações e ampliações foram realizadas no fim do século XVII. O mosteiro ainda funciona como tal, existindo, a seu lado, um dos estabelecimentos educacionais mais importantes e tradicionais do Brasil: o Colégio de São Bento, fundado em 1858, que formou uma quantidade considerável de personalidades brasileiras, como Pixinguinha, Benjamin Constant, Noel Rosa, Antônio Silva Jardim, Villa-Lobos, entre outros. O Mosteiro possui igualmente a Faculdade de São Bento, com Cursos de Filosofia e Teologia, ambos reconhecidos pelo Ministério da Educação. O Curso de Teologia é afiliado ao Pontifício Ateneu Santo Anselmo, de Roma.

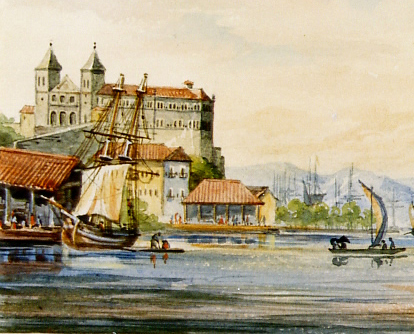
Detalhe de uma pintura de 1841 do francês Jules de Sinety mostrando o porto do Rio e o Mosteiro de São Bento sobre o morro homônimo.

A história do mosteiro começou em 1586, quando foi doado, pelos nobres Manoel de Brito e seu filho Diogo de Brito de Lacerda (estes que estão sepultados dentro da igreja do Mosteiro), aos monges beneditinos Pedro Ferraz e João Porcalho, um vasto terreno no Centro da cidade do Rio de Janeiro que incluía o atual Morro de São Bento. Na época, os monges residiam, como o historiador carioca Vivaldo Coaracy explica na página 145 de "O Rio de Janeiro no Século 17", num "hospício acanhado" junto à Ermida de Nossa Senhora da Conceição, ermida de barro esta que havia sido erguida por Aleixo Manuel no atual Morro da Conceição, que se localiza ao lado do Morro de São Bento.
Devido a este fato, o mosteiro então criado adotou, como santa padroeira, Nossa Senhora da Conceição. Em 1596, uma decisão da Junta Geral da Congregação Portuguesa ordenou que todos os mosteiros beneditinos no Brasil deveriam ter, como patrono, São Bento. O mosteiro adicionou, então, o nome "São Bento" à sua denominação. Em 1602, o então "Mosteiro de São Bento de Nossa Senhora da Conceição" trocou sua denominação para "Mosteiro de Nossa Senhora de Montserrat", para homenagear a santa de devoção do então governador da Capitania do Rio de Janeiro, dom Francisco de Sousa. Os recursos financeiros necessários para a construção do atual prédio vieram da renda obtida pela produção de cana-de-açúcar nas inúmeras propriedades que os monges receberam, através de doações, no interior da Capitania do Rio de Janeiro, especialmente nas regiões de Nova Iguaçu e Campos dos Goytacazes.
O trabalho braçal da construção do mosteiro foi executado por escravos. As pedras utilizadas como matéria-prima foram provenientes do Morro da Viúva, no atual bairro do Flamengo. Os planos do novo edifício foram traçados em 1617 pelo engenheiro militar português Francisco Frias de Mesquita, segundo a estética maneirista despojada ("chã") vigente em Portugal naquele período. As obras da igreja só começaram em 1633, pela capela-mor e, quando era abade Frei Francisco da Madalena, por volta de 1651, prosseguiram com ênfase para terminar aproximadamente em 1671. O projeto original foi alterado, durante a construção, pelo arquiteto Frei Bernardo de São Bento Correia de Souza e a igreja passou de uma a contar com três naves. O mosteiro anexo à igreja só foi concluído em 1755, com a construção do claustro, projetado pelo engenheiro militar José Fernandes Pinto Alpoim.

### Arquitetura
A fachada é a do projeto original maneirista, com um corpo central com três arcos de entrada e um frontão triangular. A entrada é flanqueada por duas torres coroadas por pináculos piramidais. Passando os arcos de entrada se encontra uma galilé com azulejos e portões de ferro do século XIX.

### Interior

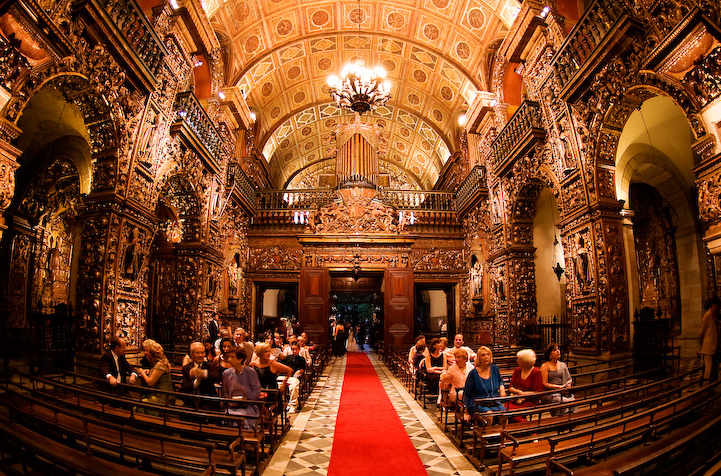
Nave em direção à entrada

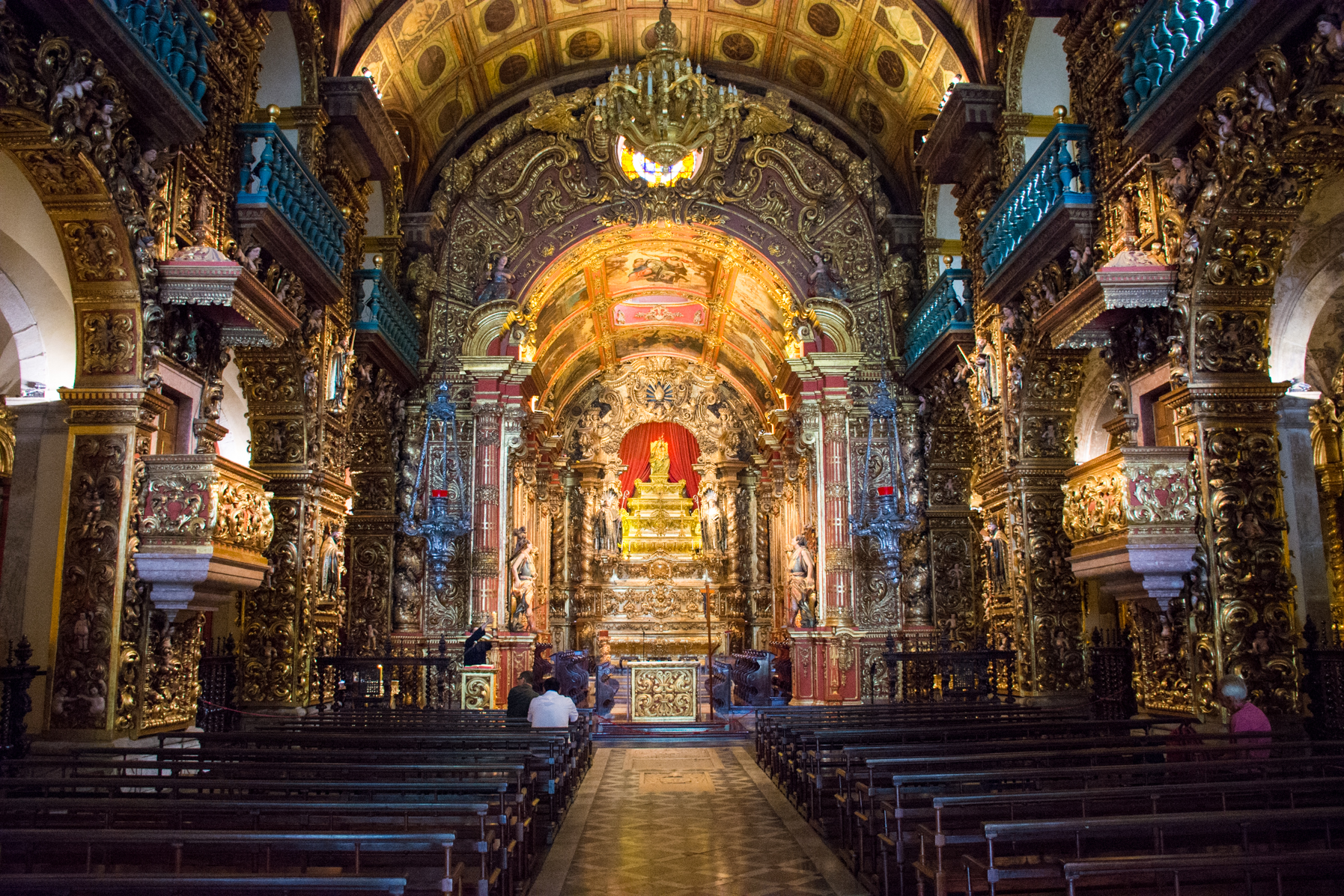
Capela-mor

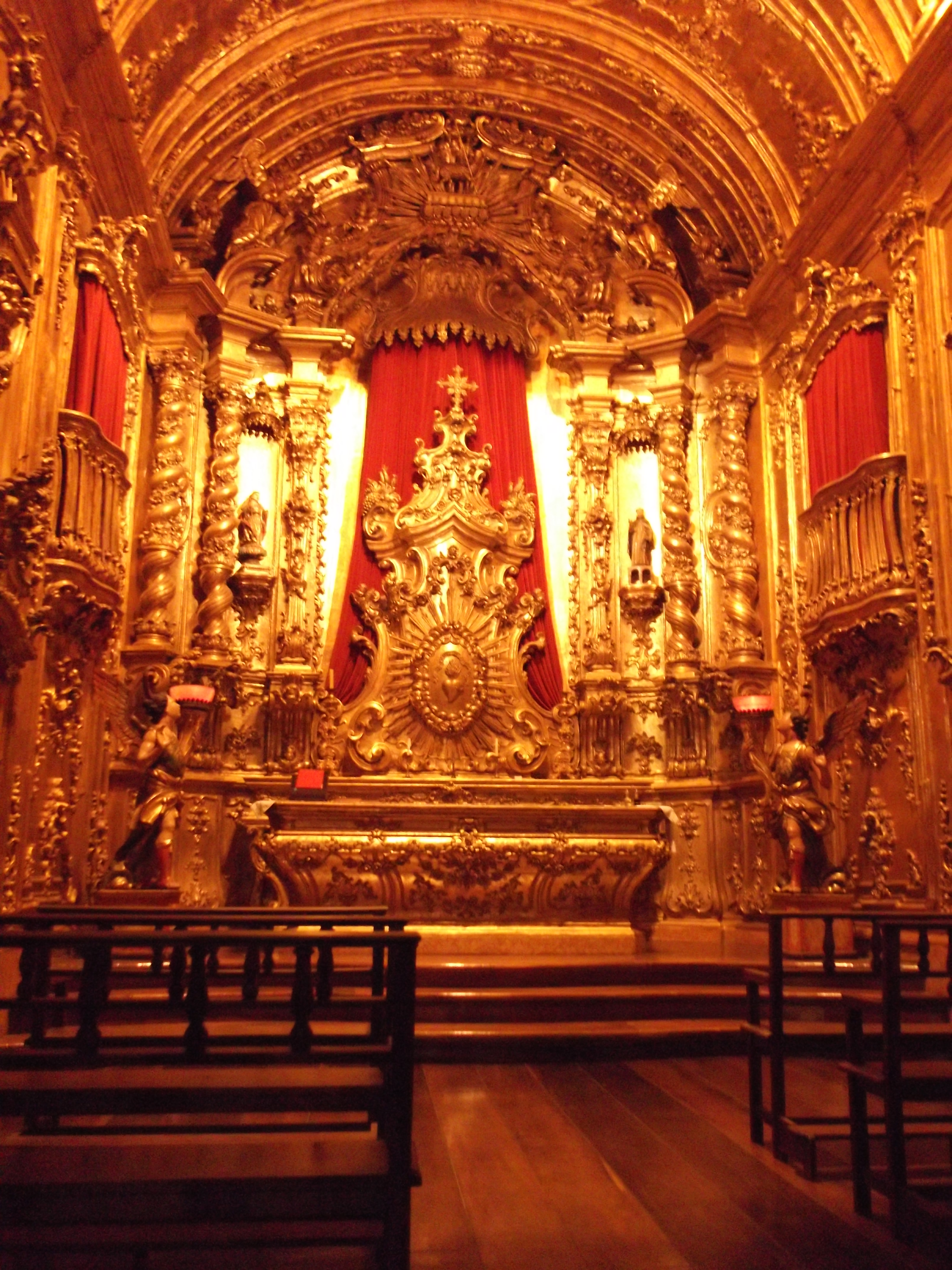
Capela do Santíssimo

O interior da igreja é riquíssimo, totalmente forrado com talha que vai do estilo barroco de fins do século XVII ao rococó da segunda metade do século XVIII. O primeiro escultor ativo na igreja foi o monge português Frei Domingos da Conceição (c. 1643 - 1718) que desenhou e esculpiu parte da talha da nave e capela-mor (a da capela foi substituída depois). São suas as magníficas estátuas de São Bento e de Santa Escolástica e, no altar-mor da igreja, a Nossa Senhora de Montserrat (titular da igreja), além de outras obras. A partir de 1714, seu projeto foi seguido pelos entalhadores Alexandre Machado Pereira, Simão da Cunha e José da Conceição e Silva, que entalharam a maior parte da talha da nave e várias imagens.
Entre 1789 e 1800, trabalhou, na igreja, um dos grandes escultores do rococó do Rio de Janeiro, Inácio Ferreira Pinto. Mestre Inácio refez a capela-mor (1787 - 1794), preservando, porém, detalhes anteriores, como as telas sobre a vida de santos beneditinos, as quais haviam sido pintadas entre 1676 e 1684 pelo monge alemão Frei Ricardo do Pilar. A bela capela rococó do Santíssimo Sacramento (1795 - 1800) é também obra de mestre Inácio. Os lampadários junto à capela-mor foram projetados e executados entre 1781 e 1783 por Mestre Valentim. Na sacristia do mosteiro, está a obra-prima do pintor Frei Ricardo, uma tela representando o Senhor dos Martírios, pintada cerca de 1690.
Dentro da igreja, existem, ainda, sete capelas laterais de irmandade: Capela de Nossa Senhora da Conceição, Capela de São Lourenço, Capela de Santa Gertrudes, Capela de São Brás, Capela de São Caetano, Capela de Nossa Senhora do Pilar e Capela de Santo Amaro.
O órgão foi reconstruído no século XX por Guilherme Berner. Atualmente, existem visitas monitoradas à igreja, onde são apresentadas e explicadas as obras, imagens, talhas e estilos arquitetônicos, entre outros.

## Abades
O atual Abade do Mosteiro do Rio de Janeiro é Dom Filipe da Silva, nomeado para o cargo pela Santa Sé a 3 de novembro de 2012 e empossado no dia 1º de dezembro do mesmo ano. O Mosteiro conta com dois Abades eméritos: Dom José Palmeiro Mendes, que foi o último Abade Territorial do Mosteiro (1992-2003) e Dom Roberto Lopes (2004-2010).

## Monges (professos solenes)

### Sacerdotes
- Dom Filipe da Silva (abade)
- Dom José Palmeiro Mendes (abade emérito)
- Dom Roberto Lopes (abade emérito)
- Dom Anselmo Chagas de Paiva
- Dom Basílio Silva
- Dom Eduardo de Souza Schulz
- Dom Emanuel Oliveira de Almeida
- Dom Gregório Pereira Lima
- Dom Henrique de Gouvêa Coelho
- Dom Justino de Almeida Bueno
- Dom Matias Fonseca de Medeiros
- Dom Paulo Soares de Azevedo Coutinho
- Dom Plácido Lopes de Oliveira
- Dom João Batista Estevo Ferreira (diácono)

### Não sacerdotes
- Irmão Adalberto Chalub
- Dom Agostinho de Oliveira Martins
- Dom Bento de Aviz
- Dom Cassiano Capelli Gastaldi
- Irmão Daniel Rodrigues Marques
- Dom Gabriel Ferreira da Silva
- Dom João Evangelista Martins Afonso de Paiva
- Dom Mauro Victor Murilo Maia Fragoso
- Dom Policarpo Nascimento da Luz
- Dom Simeão Martins Santos

## Horários de funcionamento
O mosteiro está aberto diariamente no horário das 6:30 às 18:30.
Exige-se traje adequado para ingressar no templo.
A clausura do mosteiro não é aberta à visitação. Em algumas datas litúrgicas, como na Festa da Apresentação do Senhor (2 de fevereiro), no Domingo de Ramos, em Corpus Christi e no Dia de Finados (2 de novembro), os monges promovem uma procissão que passa pelo claustro do Mosteiro. Nessas ocasiões, os fiéis que participam da Missa são convidados a tomar parte na procissão - o que não pode ser confundido com uma visita turística (sendo proibidas as fotos e filmagens).

## A Missa Dominical
A tradicional missa dominical do Mosteiro de São Bento, às 10 horas, celebrada com órgão e canto gregoriano, única na capital fluminense, atrai muitos visitantes. É um evento que faz parte do roteiro turístico da cidade; tão concorrido que se recomenda a chegada com cerca de trinta minutos de antecedência. Também apresentam-se regularmente, no mosteiro, orquestras e grupos de música de câmara.